# Hiei (1877)
Hiei (jap. 比叡) – japońska korweta pancerna typu Kongō. Jednostka weszła w skład Japońskiej Cesarskiej Marynarki Wojennej w 1878 roku. Uczestniczyła w I wojnie chińsko-japońskiej i wojnie rosyjsko-japońskiej. Nazwana od góry Hiei leżącej na północ od Kioto. Nazwę te nosił później krążownik liniowy z okresu I i II wojny światowej.

## Projekt
„Hiei” została zbudowana według planów sir Edwarda Reeda jako drugi okręt typu Kongo. Od swego poprzednika różniła się w pełni żelaznym kadłubem. Pierwotnie posiadała pełne omasztowanie typu bark i maszynę parową o dwóch cylindrach i dwóch kotłach cylindrycznych; dym odprowadzał teleskopowo rozsuwany komin. Zapas węgla – 280 ton – pozwalał na przebycie 3100 mil przy prędkości 10 węzłów.
Pierwotne uzbrojenie stanowiły odtylcowe (BL) armaty Kruppa. W 1895 usunięto jej stengi, natomiast dodano jedno działko jednofuntowe. Podczas przebudowy w 1903 dodano jeszcze dwie armaty 76 mm, dwie 2,5-funtowe i 6 karabinów maszynowych. Opancerzenie stanowił pas burtowy grubości od 76 do 114 mm.

## Służba

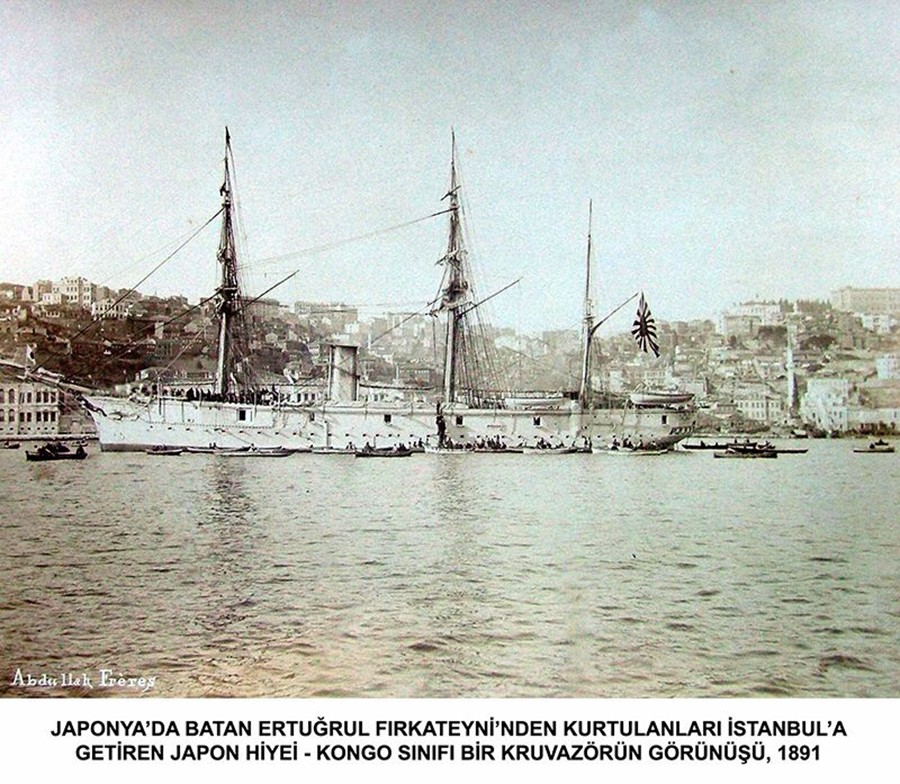
„Hiei” podczas wizyty w Konstantynopolu, w 1891, gdy odwiozła do Turcji załogę fregaty „Ertuğrul”, która zatonęła na wodach japońskich

„Hiei” przypłynęła do Yokosuki 22 maja 1878 przyprowadzona przez angielską załogę; na jej pokładzie wrócił do kraju po studiach w Anglii przyszły admirał Heihachirō Tōgō. Od 8 kwietnia 1880 do 17 września 1880, korweta odbyła długi rejs, wizytując m.in. Indie, Persję i Azję Południowo-Wschodnią. Następne rejsy szkolne odbywała w latach 1889, 1890, 1891, 1897 i 1899.
W lecie 1882 patrolowała wybrzeża koreańskie, zaznaczając tam japońską obecność, po rozruchach, w których zginęło kilku członków japońskiego poselstwa w Seulu.
Okręt pod dowództwem kapitana Sakurai wziął udział w bitwie u ujścia Jalu, w składzie sił głównych; był wówczas w stanie rozwijać tylko 9 węzłów, co wpędziło go w kłopoty: podczas zwrotu, by nie stracić kontaktu z resztą eskadry, przeszedł krótszym kursem między dwoma chińskimi pancernikami typu Dingyuan. Ostrzelany z obu burt przez ich ciężką artylerię kal. 305 mm, poważnie uszkodzony, ocalał prawdopodobnie wyłącznie z powodu niskiej jakości amunicji chińskiej. Świadkowie opisywali, że ciężkie granaty przebijały okręt na wylot, nie eksplodując. Podczas bitwy na okręcie poległo 19 ludzi, a 37 było rannych, z których czterech dalszych zmarło później (łącznie ponad 20% załogi). Szybkie tempo napraw pozwoliło mu dołączyć do floty, w składzie II eskadry, podczas operacji przeciw Lüshun (Portowi Artura). Następnie uczestniczyła w bombardowaniu fortów nadbrzeżnych w Kaohsiungu.
21 marca 1898 korwetę przeklasyfikowano jako kanonierkę trzeciej klasy; była wykorzystywana jako okręt patrolowy i kartograficzny.
Podczas wojny rosyjsko-japońskiej, „Hiei” stacjonowała w Maizuru, a po zdobyciu Port Artur została tam przebazowana jako dozorowiec. Po wojnie służyła dalej jako okręt kartograficzny, aż do skreślenia z listy floty 1 kwietnia 1911 roku.